# (7007) Timjull
(7007) Timjull (1981 EK34) – planetoida z pasa głównego asteroid okrążająca Słońce w ciągu 3 lat i 263 dni w średniej odległości 2,40 j.a. Została odkryta 2 marca 1981 roku w Siding Spring Observatory w Australii przez Schelte Busa. Nazwa planetoidy pochodzi od Timothy Julla (ur. 1951), pracownika naukowego na Uniwersytecie Arizona, badającego wiek meteorytów.